# Smědčice
Smědčice település Csehországban, Rokycanyi járásban. Smědčice Chrást, Dýšina, Nadryby és Bušovice településekkel határos. Lakosainak száma 312 fő (2024. január 1.).

## Népesség
A település lakosságának változását az alábbi diagram mutatja:
| Lakosok száma | 237  | 240  | 255  | 260  | 143  | 266  | 268  | 288  | 343  | 312  |
|               | 1869 | 1900 | 1921 | 1961 | 1980 | 2011 | 2016 | 2019 | 2021 | 2024 |